# Dialetti galloitalici di Basilicata
Il galloitalico di Basilicata identifica una serie di isole alloglotte all'interno della Basilicata e del Cilento, composte da comunità nei cui dialetti si riscontrano caratteristiche, soprattutto fonetiche, di tipo settentrionale, appartenenti cioè a parlate della famiglia dei galloitalici, diffusa nell'Italia settentrionale.
I dialetti galloitalici sono collocati in due distinte aree della regione: un primo nucleo è presente sulle alture che sovrastano il golfo di Policastro (Trecchina, Rivello, Nemoli con appendici recentemente individuate nei dialetti di Tortorella e Casaletto Spartano in provincia di Salerno); il secondo è collocato sullo spartiacque ionico-tirrenico lungo la direttrice Napoli-Salerno-Taranto (dialetti di Picerno, Tito, Pignola, Vaglio e della stessa Potenza con tracce settentrionali anche a Ruoti, Bella, Avigliano, Cancellara e Trivigno).

## La scoperta
Il filologo Gerhard Rohlfs, al quale si deve nel 1931 l'individuazione di questa serie di parlate, descrive la particolarità dei suoni ascoltati durante il viaggio da Salerno a Taranto nei pressi delle cittadine di Picerno, Tito, Potenza e Vaglio Basilicata:
Prima delle osservazioni di Rohlfs, i dialetti galloitalici non erano percepiti come "altri" rispetto al contesto lucano: i tratti della "settentrionalità" sono infatti stemperati in una significativa componente meridionale che è la conseguenza di un processo secolare di convergenza.

## Origine

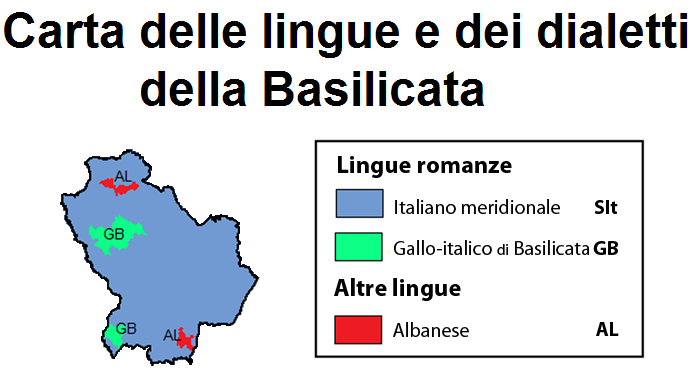
Dialetti parlati in Basilicata

Scarse tracce documentarie e le caratteristiche presenti nella componente settentrionale di questi dialetti inducono gli studiosi (Heinrich Lausberg, Max Pfister, Edgar Radtke, Alberto Varvaro) ad associarne l'origine al trasferimento in Basilicata e nel Cilento verso il XII secolo di nuclei di popolazione originaria dell'Italia settentrionale giunti al seguito di signori feudali in epoca longobarda (VII-XI secolo), normanna (XI-XII secolo) e angioina (XIII secolo).
L'area d'origine di questi coloni viene circoscritta oggi a un territorio compreso tra il Piemonte meridionale e l'entroterra ligure, e diversi indizi suggeriscono di spostarla ulteriormente sul settore montano della provincia di Savona: questo territorio fu a lungo possesso degli aleramici marchesi di Monferrato, che in epoca normanna ebbero la contea di Policastro in Basilicata e Cilento con Enrico del Vasto e suo figlio Simone, a capo degli Aleramici di Sicilia e dei Lombardi di Sicilia. Dalla collocazione in prossimità di scali e vie di comunicazione è evidente la funzione strategica, di controllo del territorio, che si associò a questi popolamenti.

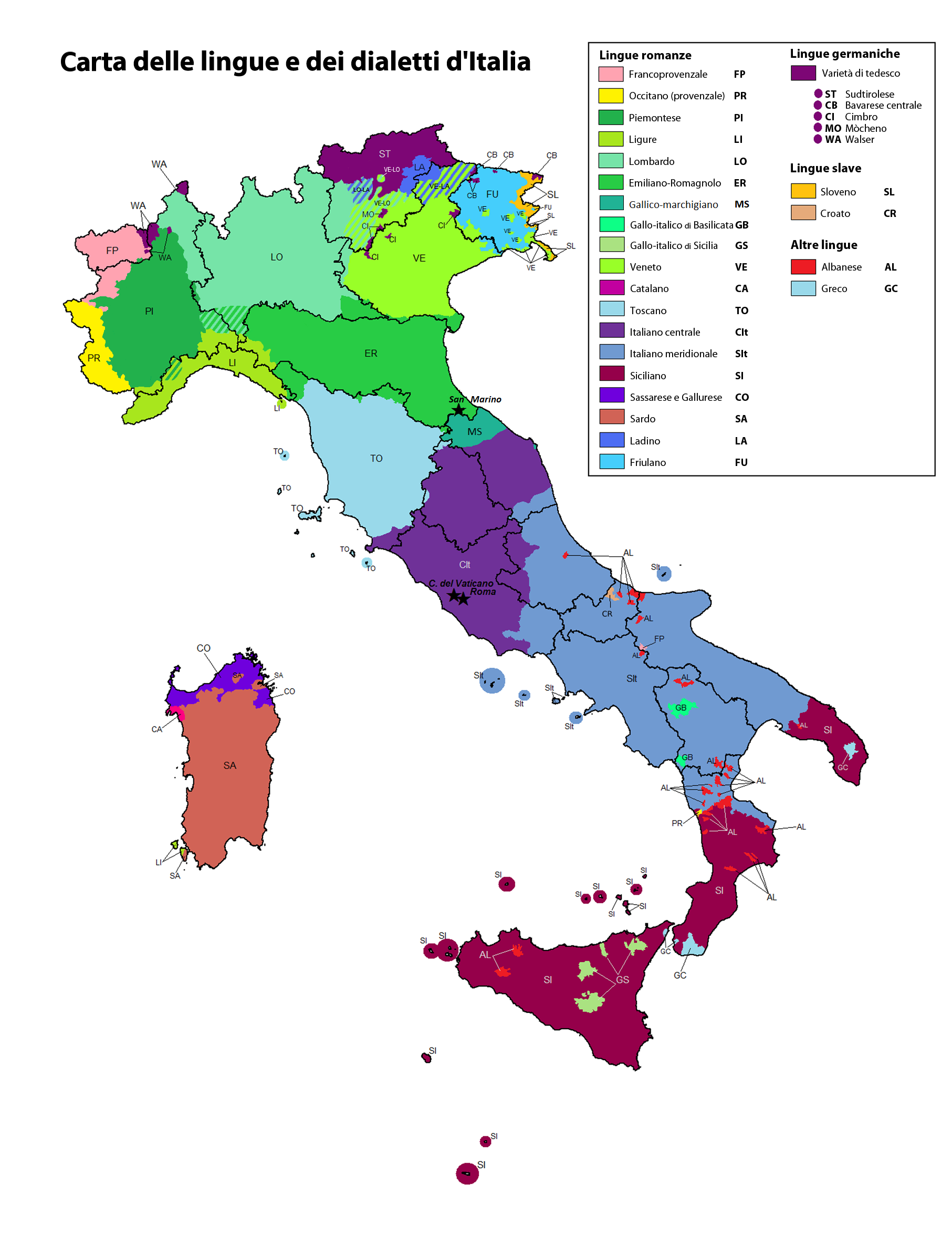
Situazione linguistica nell'Italia odierna con le isole linguistiche eteroglosse e alloglosse

Non è comunque da escludere che l'insediamento settentrionale interessasse in passato anche altri centri della Basilicata e del Cilento, poi assorbiti dalla realtà dialettale circostante.
Altre importanti colonie galloitaliche, che presentano una situazione analoga a quelle della Basilicata e Cilento, si trovano in Sicilia, tra la provincia di Enna (Nicosia, Sperlinga, Piazza Armerina, Valguarnera Caropepe e Aidone), e la provincia di Messina (San Fratello, Acquedolci, San Piero Patti, Montalbano Elicona, Novara di Sicilia, Fondachelli-Fantina). I galloitalici della Sicilia, che si autodefiniscono lombardi, discendono da coloni arrivati durante la dominazione Normanno-Sveva. I Normanni, imparentati con gli Aleramici del Monferrato grazie al matrimonio di Ruggero d'Altavilla con Adelasia, favorirono la colonizzazione della Sicilia centrale e orientale da parte di popolazioni dal Basso Piemonte e dall'entroterra ligure in Sicilia per contrastare la presenza araba nell'isola.

## Situazione attuale
Le condizioni estremamente precarie della "galloitalicità" lucana non hanno mai sostenuto la costruzione di una identità specifica per gruppi di popolazione perfettamente integrati nella realtà regionale. Solo di recente, sulla scia dell'interesse scientifico, sono state avviate alcune iniziative per la valorizzazione del patrimonio linguistico galloitalico della Basilicata, col coinvolgimento delle amministrazioni comunali e di gruppi di cultori e appassionati. Mancano totalmente inchieste e approfondimenti sul numero di parlanti e sullo stato complessivo di salute di queste varietà.